# Firestone (låt)
För andra betydelser, se Firestone (olika betydelser).
Firestone är en singel av den norska discjockeyn och producenten Kygo med sång från den australiska sångaren Conrad Sewell. "Firestone" släpptes den 1 december 2014 och är huvudsingeln i debutalbumet Cloud Nine. Låten fick mycket internationell uppmärksamhet; den tog sig upp på plats nummer ett på singellistorna i Tjeckien, Ungern, Libanon, Polen och Norge. På Sverigetopplistan hade den som högst en andraplats. 
"Firestone" är skriven av Kyrre Gørvell-Dahll, Conrad Sewell, Martijn Konijnenburg och Arjen Lubach. Den producerades av Kygo, som fick sitt genombrott tack vare denna singel.

## Musikvideo
Musikvideon för "Firestone" släpptes på Kygos officiella Vevo-kanal den 9 mars 2015, där den hade fått över 900 miljoner visningar i februari 2024. I videon stöter en ung kvinna på en man och verkar vara på väg att kyssa honom innan hon går. Mannen blir hänförd och följer henne genom en rad dörrar som öppnar sig in i olika scener; en skog, olika fester där Kygo spelar musik, en pool och även den torra flodbädden i Los Angeles. De återträffas kort på en av festerna innan hon åter går sin väg. Han fortsätter dock jakten och i slutet av videon hamnar han på samma plats där de träffades först. När han går ut från nästa dörr hittar han henne stående ensam på ett hustak i staden innan videon tar slut.

## Topplistor
| Land                               | Högsta listplacering |
| ---------------------------------- | -------------------- |
| Australien                         | 10                   |
| Belgien                            | 4                    |
| Danmark                            | 6                    |
| Finland                            | 3                    |
| Frankrike                          | 5                    |
| Irland                             | 6                    |
| Italien                            | 4                    |
| Kanada                             | 64                   |
| Libanon                            | 1                    |
| Mexiko                             | 4                    |
| Nederländerna (Nederlandse Top 40) | 3                    |
| Nederländerna (Single Top 100)     | 4                    |
| Norge                              | 1                    |
| Nya Zeeland                        | 8                    |
| Schweiz                            | 4                    |
| Spanien                            | 11                   |
| Storbritannien (UK Singles)        | 8                    |
| Storbritannien (UK Dance)          | 1                    |
| Sverige                            | 2                    |
| Tjeckien                           | 10                   |
| Tyskland                           | 3                    |
| USA (Billboard Hot 100)            | 92                   |
| USA (Hot Dance/Electronic Songs)   | 8                    |
| USA (Mainstream Top 40)            | 35                   |
| Österrike                          | 5                    |